# Мала академія наук (Мелітополь)
Мелітопольське відділення Малої академії наук України – позашкільний навчальний заклад у місті Мелітополь Запорізької області.

## Історія
Мелітопольська Мала академія наук учнівської молоді стала одним із перших навчальних закладів такого типу в Україні. Офіційною датою її утворення вважається 13 грудня 1999, коли було прийнято відповідне рішення Мелітопольського виконкому. Тоді в Малій академії наук діяли 4 відділення та 14 секцій, навчалося 350 учнів.
З 2000 року при Малій академії наук працює кімната-музей Тараса Шевченка.
2006 року в Малій академії наук з'явився комп'ютерний клас.
За перші 10 років роботи Мелітопольське відділення МАН закінчили 1300 випускників.

## Навчання
У Малій академії наук школярі займаються науковими дослідженнями під керівництвом вчених із Мелітопольського педагогічного університету, агротехнологічного університету, вчителів шкіл міста. У МАН діє 9 відділень, у тому числі:
- хімії, екології, аграрних наук та наук про людину;
- історико-географічне;
- філологія та мистецтвознавство;
- математики;
- економічних наук;
- комп'ютерних наук;
- технічних наук.

Відділення поділені на 50 секцій.
Влітку для учнів МАН організується табір в Алтагірі.

## Досягнення
З 2002 до 2009 року учні Мелітопольського відділення МАН 8 разів поспіль посідали перше місце в командному заліку в обласному конкурсі захисту наукових праць. 15 учнів МАН за цей період стали переможцями на Всеукраїнському етапі конкурсу.
Учнями МАН було видано книгу «Шевченкіана Мелітополя».

## Відомі викладачі
- Лідія Василівна Дядченко - відмінник освіти України, почесний громадянин Мелітополя[3][11]
- Діанела Петрівна Водвуденко (1931-2010) - заслужений учитель України, директор Мелітопольського палацу піонерів (тепер палац піонерів названо її ім'ям)[12]
- Валентина Андріївна Курманська (нар. 1953) - заслужений учитель України[13]